# Henrik V (pjäs)
Henrik V, eller Kung Henrik den femte (originaltitel The Life of Henry the Fifth) är ett krönikespel av William Shakespeare som är baserat på Henrik V av England och hans liv. Pjäsen behandlar händelser före och efter Slaget vid Azincourt 1415.

## Tillkomsthistoria

### Datering
Henrik V finns inte med i Francis Meres Palladis Tamia, en sammanställning över tolv Shakespearepjäser 1598. I prologen till akt 5 finns en hänsyftning på earlen av Essex expedition till Irland, som hade inletts i mars 1599, och på hans förväntade återkomst därifrån, som ägde rum i september 1599. I prologen till akt 1 bes om publikens överseende med den ovärdiga spelplatsen, "within this  wooden O". Man tror att det är truppens nya spelplats som åsyftas, the Globe Theatre som togs i bruk 1599, förmodligen på hösten.

### Pjäsens källor
Liksom för sina övriga krönikespel antas shakespeares huvudkälla ha varit Raphael Holinsheds Chronicles of England, Scotland, and Ireland som utkom första gången 1578 och trycktes på nytt 1585. Mycket tyder även på att han läst Edward Halls The Union of the Two Illustrious Families of Lancaster and York som utkom 1548.
Möjligen kände han till Samuel Daniels The First Four Books of the Civil Wars, ett historiskt poem om rosornas krig som kom ut 1595, och förmodligen den anonyma The Batayll of Egyngecourte från omkring 1530. Detaljer tyder på att han direkt eller indirekt kände till Vita et Gesta Henrici Quinti på latin.
Mycket tyder även på att han tagit del av en tidigare pjäs, den anonyma The Famous Victories of Henry V 1598, liksom kanske Harey the V som spelades av Admiral's Men 1595 och 1596.

### Tryckningar och text
The historye of Henrye the vth wth the battell of Agencourt registrerades hos boktryckarskrået (the Stationers Company) av bokhandlaren Thomas Pavier 14 augusti 1600. Den första kvarton publicerades mot slutet av året med titeln The cronicle history of Henry the fift, with his battell fought at Agin Court in France. Togither with Auntient Pistoll, som man tror av bokhandlarna Thomas Millington och John Busby, och inte av Pavier, tryckt av John Busby. Kvarton som trycktes av Thomas Creede var ett pirattryck (en så kallad bad quarto), med en förkortad version, förmodligen baserad på minnet hos en eller ett par skådespelare. Denna version återpublicerades 1602 av Pavier och ytterligare en gång 1619 i William Jaggards False Folio, som är den första sammanställningen av tio pjäser av Shakespeares hand eller som påstods vara skrivna av Shakespeare. Den fullständiga texten publicerades först i First Folio som sammanställdes av Shakespeares skådespelarkollegor John Heminges och Henry Condell och publicerades av Edward Blount och Isaac Jaggard. Foliotexten tros grunda sig på Shakespeares eget handskrivna manus.

## Handling

### Rollfigurer
| - Kung Henrik den femte - John av Lancaster, kungens bror - Humphrey, hertig av Gloster, kungens bror - Hertigen av Exeter, kungens farbror - Hertigen av York, kungens kusin - Earlen av Salisbury, Westmoreland och Warwick - Ärkebiskopen av Canterbury - Biskopen av Ely - Earlen av Cambridge - Lord Scroop - Sir Thomas Grey - Sir Thomas Erpingham, Gower, Fluellen, magmorris och Jamy; officerare i kungens armé - Bates, Court och Williams, engelska soldater - Pistol, Nym, Bardolph | - Pagen - En härold - Värdinnan, förr fru Quickly, nu hustru till Pistol - Charles den sjätte, Frankrikes kung - Louis, Dauphin, hans son - Hertigarna av Burgund, Orleans, Bretagne och Bourbon - Frankrikes konnetabel - Rambures och Grandpre, franska adelsmän - Kommendanten i Harfleur - Montjoy, fransk härold - Ambassadörer till kungen av England - Isabelle, drottning av Frankrike - Catherine, Charles och Isabelles dotter - Alice, hennes sällskapsdam |

### Resumé
Inbördeskriget som skildrades i Henrik IV är över och kung Henrik V följer sin faders råd på dödsbädden: "Sök en fiende utanför rikets gräns och riket ska förbli enat." Pjäsen innehåller flera stora tal som Henrik håller för att gjuta mod i trupperna. De franska trupperna verkar överlägsna och de engelska dåligt rustade.
Henrik sätter ära i att de engelska trupperna inte skall ägna sig åt plundring. Hans gamle dryckesbroder Bardolph blir påkommen med att ha stulit från en kyrka och blir hängd som varning till trupperna. Innan slaget vid Agincourt går Henrik omkring förklädd i härlägret. Han råkar i gräl med en soldat och de utmanar varandra på duell efter slaget. När soldaten efter slaget blir varse att det är kungen han utmanat blir han ångerfull men Henrik är storsint och förlåter honom. Innan slaget håller kungen talet med de berömda raderna "Old men forget; yet all shall be forgot" (Glömsk gubben är; han annat allt skall glömma, i Hagbergs översättning) och "We few, we happy few, we band of brothers" (Vi få, vi lyckligt få, vi bröder alla).
Efter slaget beslutar sig Henrik för att fria till den franska prinsessan Katarina. Shakespeare har skrivt en hel scen på franska där prinsessan försöker lära sig engelska med hjälp av en hovdam; scenen är full av oanständigheter. Det franska kungaparet gör Henrik till deras arvinge.
I pjäsen återberättas sir John Falstaffs död av värdshusvärdinnan Madam Rapp. Hon säger till Falstaff på dödsbädden att det ännu är för tidigt att tänka alltför mycket på Gud. Ett komiskt inslag utgörs av soldaten Pistol, en av Falstaffs forna dryckesbröder. Han säger att han efter kriget skall skryta om sina bravader och livnära sig på koppleri och tjuvnad.

## Översättningar till svenska
Pjäsen har översatts till svenska fyra gånger. 1848 kom Carl August Hagbergs översättning med titeln Konung Henrik den femte som ingick i Shakspere's dramatiska arbeten. Bd 4. 1927 kom Per Hallströms översättning Kung Henrik den femte ingående i Shakespeares dramatiska arbeten. Krönikespel, Bd 3. 1964 kom Åke Ohlmarks översättning, också med titeln Kung Henrik den femte i samlingsvolymen Historiska skådespel. Allan Bergstands översättning som gavs ut 1984 har titeln Henry V.

## Uppsättningar
På titelbladet till den första kvarton 1600 anges att pjäsen uppförts åtskilliga gånger av "the Right Honourable the Lord Chamberlain his servants". I prologen nämns "this  wooden O", som man tror syftar på the Lord Chamberlain's Mens nya spelplats, the Globe Theatre som togs i bruk 1599. Andra tror att truppen fortfarande höll till på The Curtain Theatre när Henrik V hade premiär. Den tidigast dokumenterade föreställningen ägde rum 7 januari 1605 vid hovet. Efter Shakespeares livstid dröjde det till 1721 innan pjäsen spelades igen, då i en adaption av Aaron Hill, kallad King Henry the Fifth; or, The Conquest of France by the English. Första gången efter Shakespeares livstid som hans originaltext spelades var 1735 under kriget om kaptens Jenkins öra. 1747 spelades Chorus (berättarpartierna) av David Garrick. Pjäsen framfördes under vart och ett av åren under sjuårskriget 1756-1763 på Covent Garden Theatre.
Henry V med sina stora tal har varit en paradroll för många skådespelare. Bland de skådespelare som spelat huvudrollen kan nämnas Charles Kemble och Samuel Phelps, George Rignold och Frank Benson.
- 1859 med Charles Kean
- 1937 med Laurence Olivier på Old Vic, London
- 1955 med Richard Burton på Old Vic
- 1972 med Timothy Dalton på Aldwych Theatre, London
- 1975 med Alan Howard med Royal Shakespeare Company i Stratford-upon-Avon, regi Terry Hands
- 1985 Michael Pennington, regi Michael Bogdanov
- 1985 med Kenneth Branagh med Royal Shakespeare Company på Barbican Centre, London, regi Adrian Noble
- 2013 med Jude Law på Noël Coward Theatre, London

### Uppsättningar i Sverige
- 1944 Boulevardteatern, regi Carl Cramér
- 1964 Henry V, gästspel av Bristol Old Vic på Riksteatern
- 1970 The Hollow Crown, gästspel av Royal Shakespeare Company på Riksteatern, regi John Barton
- 1986 Män bland män, Radioteatern (i serien Rosornas krig), översättning Carl August Hagberg, regi Per Verner-Carlsson, med Anders Ahlbom Rosendahl, Magnus Uggla, Frej Lindqvist & Ulf Johanson

## Filmatiseringar
Under andra världskriget blev Laurence Oliviers filmatisering 1944 betydelsefull för att gjuta nytt mod i engelsmännen. Man hade upplevt hur det var att slåss mot en övermäktigt motståndare, men nu kunde man äntligen ana segern inom räckhåll.
- 1944 regi Laurence Olivier, med Laurence Olivier
- 1951 regi Leonard Brett & Royston Morley (TV)
- 1953 regi Peter Watts (TV)
- 1966 regi Lorne Freed, Michael Langham & George Bloomfield (TV)
- 1967 regi George More O'Ferrall, med John Gielgud (TV)
- 1979 The Life of Henry the Fift, regi David Giles
- 1989 Henrik V (Henry V), regi Kenneth Branagh, med Kenneth Branagh, Derek Jacobi, Robbie Coltrane, Judi Dench & Paul Scofield
- 2003 regi Neal J. Gauger
- 2007 regi Peter Babakitis
- 2012 The Hollow Crown (Henrik V utgjorde del 4 i miniserien), regi Thea Sharrock, med Tom Hiddleston, Geraldine Chaplin, Anton Lesser & Paterson Joseph
- 2013 regi Gregory Mikell (TV)